# موتور محاسبات خودکار

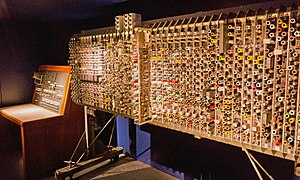
خلبان ACE

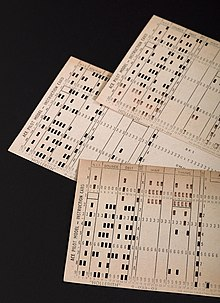
کارت های پانچ در سینی برای کامپیوتر Pilot ACE ساخته شده در آزمایشگاه ملی فیزیکی (بریتانیا) ، ۱۹۵۰. موزه علوم لندن.

موتور محاسبات خودکار ( ACE ) یک کامپیوتر برنامه ذخیره شده سریالی الکترونیکی اولیه بریتانیایی بود که توسط آلن تورینگ و بر اساس Pilot ACE طراحی شده بود ؛ و نتیحه این تحقیق به کامپیوتر های  MOSAIC, Bendix G-15 و سایر کامپیوترها ختم شد.

## پیش زمینه
این پروژه توسط جان آر. وومرسلی، سرپرست بخش ریاضیات آزمایشگاه ملی فیزیک (NPL) مدیریت شد؛ استفاده از کلمه موتور بخاطر ادای احترام به چارلز بابیج و موتور تفاوت و موتور تحلیلی او بود. طراحی فنی تورینگ، ماشین حساب الکترونیکی پیشنهادی، تولید کار نظری او در سال ۱۹۳۶ میلادی" راجع به اعداد محاسباتی" و تجربه زمان جنگ او در پارک بلچلی بود، جایی که کامپیوترهای کولوسوس در شکستن کدهای نظامی آلمان موفق بودند. تورینگ در مقاله اش در سال ۱۹۳۶میلادی ایده خود را به عنوان "ماشین محاسباتی جهانی" شرح داد، اما الان به عنوان ماشین تورینگ جهانی شناخته می شود. [نیازمند منبع]
ومرسلی از تورینگ درخواست کار NPL پروژه ACE داد؛ تورینگ قبول کرد و ومرسلی در ۱ اکتبر ۱۹۴۵ میلادی آغاز به کار کرد و در پایان سال طرح کلی خود را از "ماشین حساب الکترونیکی پیشنهادی" تمام کرد، که اولین طراحی کامل منطقی از یک رایانه با برنامه ذخیره شده بود و با اینکه اندازه بسیار بزرگتری نسبت به ماشین کار نهایی داشت ، تحقق نهایی را در مهم ترین جنبه ها پیش بینی می کرد؛ هر چند به دلیل رازداری شدید و طولانی مدت درباره کار بلچلی پارک، ومرسلی (به دلیل قانون اسرار رسمی) از توضیح اینکه می‌دانست ایده‌هایش می‌تواند در یک دستگاه الکترونیکی پیاده‌سازی شود، منع شد. طراحی بیشتر شناخته شده EDVAC در اولین پیش نویس گزارش در مورد EDVAC (به تاریخ ۳۰ ژوئن ۱۹۴۵)، توسط جان فون نویمان ارائه شد؛ او که از کار نظری تورینگ اطلاع داشت، علی رغم ماهیت ناقص و عدم ارجاع مشکوک به منابع بعضی از ایده ها ، تبلیغات زیادی دریافت کرد.
گزارش تورینگ درباره ی ACE در اتنها سال ۱۹۴۵میلادی نوشته شد و شامل نمودارهای مدار منطقی دقیق و تخمین هزینه ۱۱۲۰۰ پوند بود.
او احساس کرد که سرعت و اندازه حافظه خیلی مهم است و یک حافظه پرسرعت مانند آنچه امروز ۲۵ کیلوبایت نامیده می شود را پیشنهاد کرد که با سرعت ۱ مگاهرتز قابل دسترسی است؛ او تذکر داد که برای اهداف ضروری "حافظه باید در واقع در مقیاس با استانداردهایی که در اکثر کارهای شیر و رله وجود دارد و [بنابراین] باید به دنبال یک نوع ذخیره سازی اقتصادی تر بود " و آن حافظه "به نظر می رسد محدودیت اصلی در طراحی یک ماشین حساب است، یعنی اگر بتوان مشکل ذخیره سازی را حل کرد، بقیه تقریبا آسان است؛"  ACE فراخوانی های زیر روال را پیاده سازی کرد،  در حالی که EDVAC این کار را نکرد، و چیزی که ACE را از EDVAC سوا می کرد استفاده از دستورالعمل های مختصر رایانه بود،شکل اولیه زبان برنامه نویسی  . در ابتدا، قرار بود تامی فلاورز ACE را بسازد (مهندس ایستگاه تحقیقاتی اداره پست در دالیس هیل در شمال لندن، که مسئولیت ساخت کامپیوترهای Colossus را بر عهده داشت) . ولی به دلیل پنهان کاری درباره ی دستاوردهای دوران جنگ و فشارها ، کار بعد از جنگ، این ممکن نبود.

## خلبان ACE
همکاران تورینگ در NPL، با ندانستن در مورد Colossus، فکر کردند که کار مهندسی برای ساخت یک ACE کامل بیش از حد جاه طلبانه است، بنابراین مدل خلبان ACE که نسخه کوچکتری از طرح اولیه تورینگ بود نخستین نسخه از ACE بود که ساخته شد. جیم ویلکینسون، دستیار تورینگ، بر روی طراحی منطقی ACE کار کرد و بعد از اینکه در سال ۱۹۴۷ تورینگ به کمبریج رفت، ویلکینسون به عنوان رهبر گروه ACE منصوب شد.  خلبان ACE هزار دریچه ترمیونیک (لوله خلاء) کمتر از ENIAC (با حدود ۱۸۰۰۰) داشت.  برای حافظه اصلی خود از خطوط تاخیر جیوه استفاده می کرد. هر یک از ۱۲ خط تاخیر با طول ۵ فوت (۱٫۵متر) ۳۲ دستورالعمل یا کلمه داده ۳۲ بیتی را پخش می کرد. این نخستین برنامه خود را در ۱۰ می ۱۹۵۰ اجرا کرد که در آن وقت سریعترین رایانه در جهان بود و هر یک از خطوط تاخیر آن دارای توان عملیاتی ۱ مگابیت بر ثانیه بود. 
اولین نسخه تولیدی Pilot ACE، انگلیسی Electric DEUCE   در سال ۱۹۵۵ تحویل داده شد که ۳۱ عدد از آن فروخته شد .

## موزاییک
دومین پیاده سازی طراحی ACE، موزاییک (یکپارچه ساز اتوماتیک و کامپیوتر وزارت تامین) بود. این را آلن کومبز و ویلیام چندلر از دالیس هیل ساختند که با تامی فلاورز در ساخت ده کامپیوتر کولوسوس کار کرده بودند. در مرکز تحقیق و توسعه رادار (RRDE) در Malvern نصب شد که بعدها با مؤسسات تحقیقات مخابراتی (TRE) ادغام شد و به استقرار رادار سلطنتی (RRE) تبدیل شد. نخستین برنامه آزمایشی خود را در انتها سال ۱۹۵۲ یا در اوایل سال ۱۹۵۳ اجرا کرد و در اوایل سال ۱۹۵۵ عملیاتی شد. موزاییک حاوی ۶۴۸۰ شیر الکترونیکی بود و دسترسی آن حدود ۷۵ درصد بود. این کامپیوتر چهار اتاق را اشغال می کرد و بزرگترین کامپیوتر اولیه بریتانیا بود. برای محاسبه مسیر هواپیما از داده های رادار استفاده شد. تا اوایل دهه ۱۹۶۰ به فعالیت خود ادامه داد. 

## مشتقات
اصول طراحی ACE در کامپیوتر G-۱۵ شرکت Bendix استفاده شد. طراحی مهندسی توسط هری هاسکی که سال ۱۹۴۷ را در بخش ACE در NPL گذرانده بود انجام شد. او بعد ها در طراحی های سخت افزاری EDVAC کمک کرد . اولین G-15 در سال ۱۹۵۴ اجرا شد و به عنوان یک ماشین نسبتاً کوچک تک کاربری ، بعضی آن را اولین رایانه شخصی در نظر می گیرند . 
دیگر مشتقات ACE عبارتند از EMI Electronic Business Machine و Packard Bell Corporation PB 250.